# Mycalesis drusillodes
Mycalesis drusillodes är en fjärilsart som beskrevs av Charles Oberthür 1894. Mycalesis drusillodes ingår i släktet Mycalesis och familjen praktfjärilar. Inga underarter finns listade i Catalogue of Life.